# Oostelijk dambordje
Het oostelijk dambordje (Melanargia larissa) is een vlinder uit de onderfamilie Satyrinae en de familie Nymphalidae (vossen, parelmoervlinders en weerschijnvlinders). 
De soort komt voor in Zuidoost-Europa. De soort is te vinden tot hoogtes van 1500 en soms zelfs tot 2100 meter boven zeeniveau.
De waardplanten van het oostelijk dambordje zijn diverse grassen. De soort overwintert als rups.

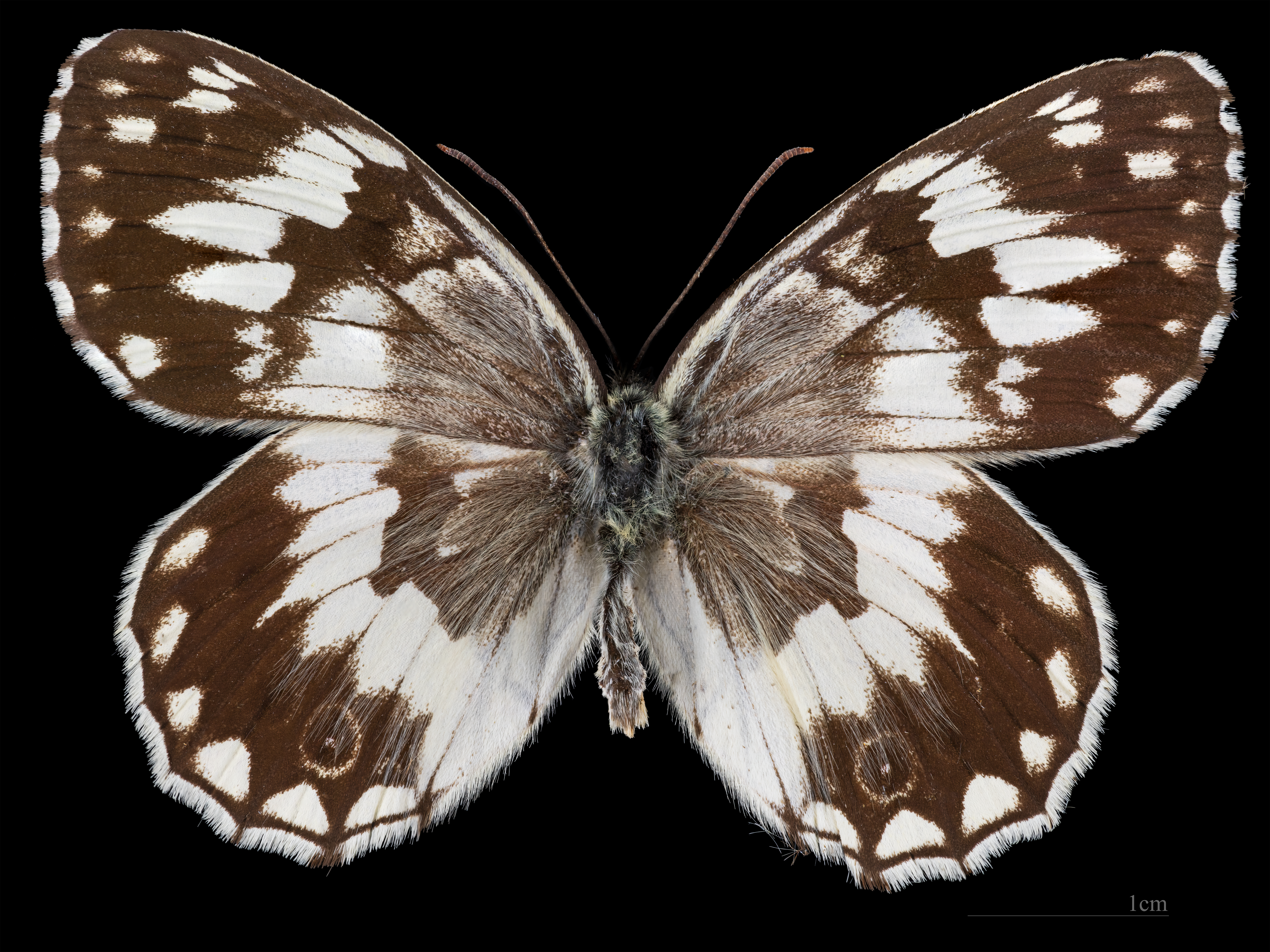
Melanargia larissa ♂
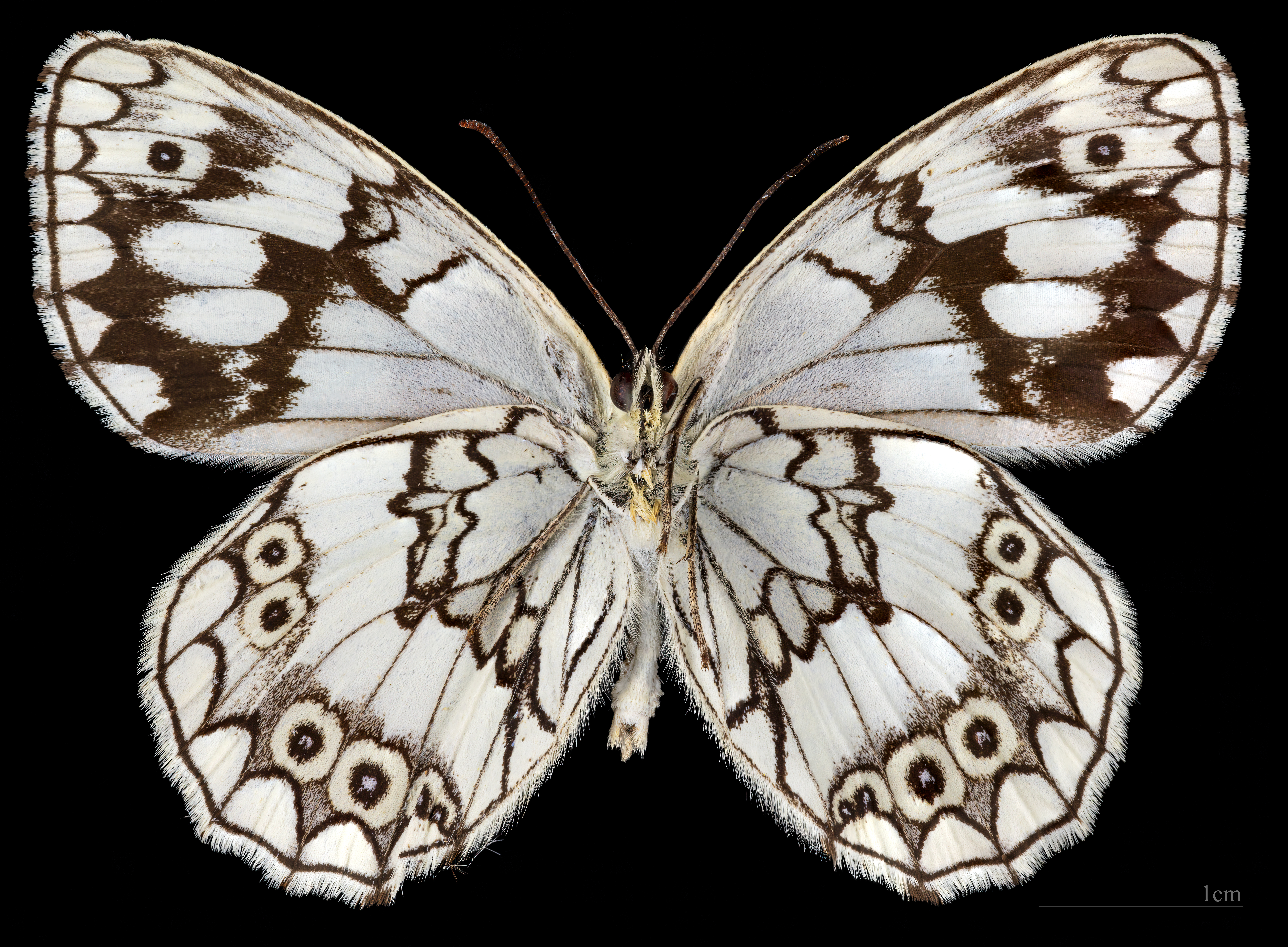
Melanargia larissa ♂  △
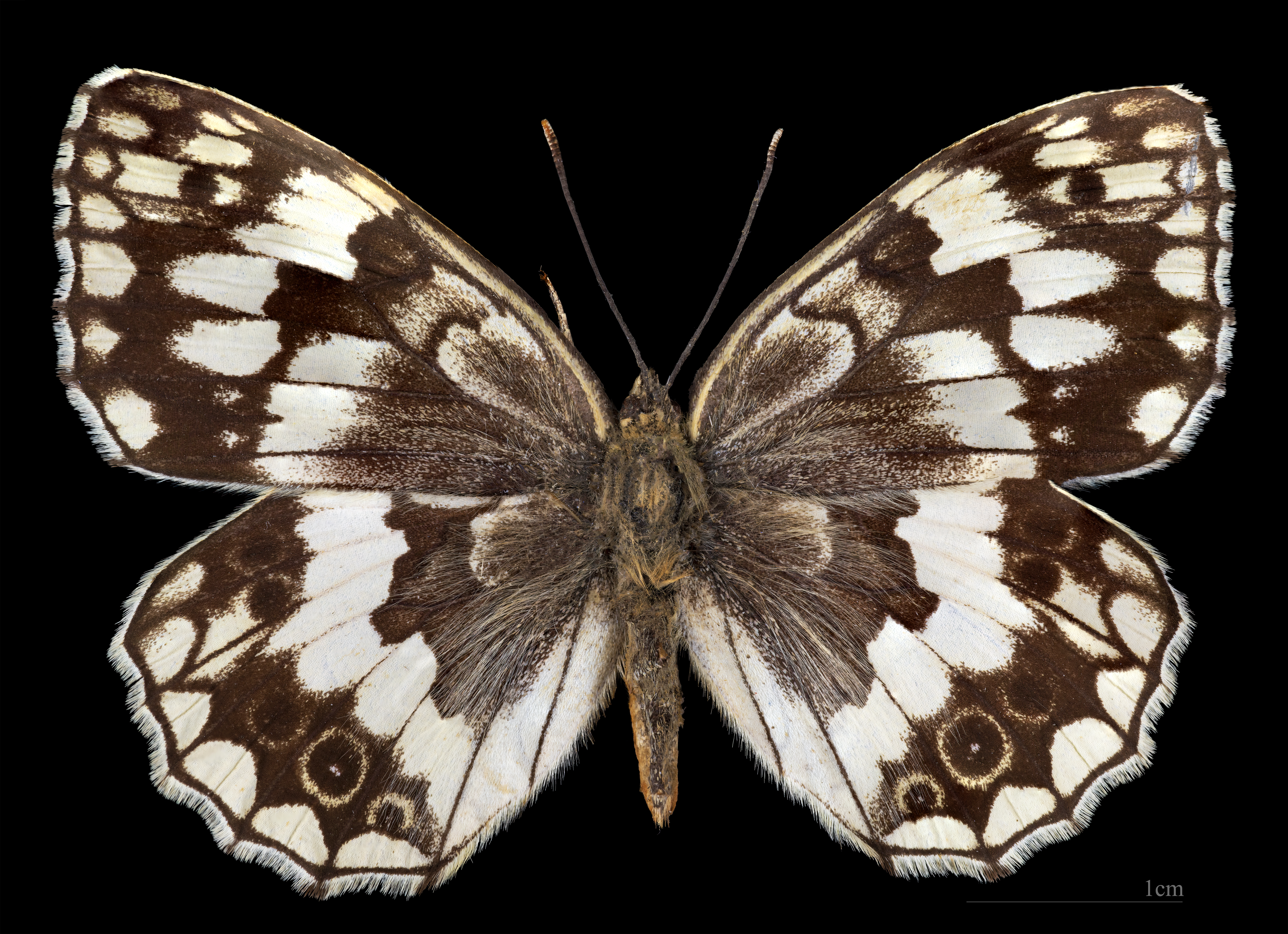
Melanargia larissa  ♀
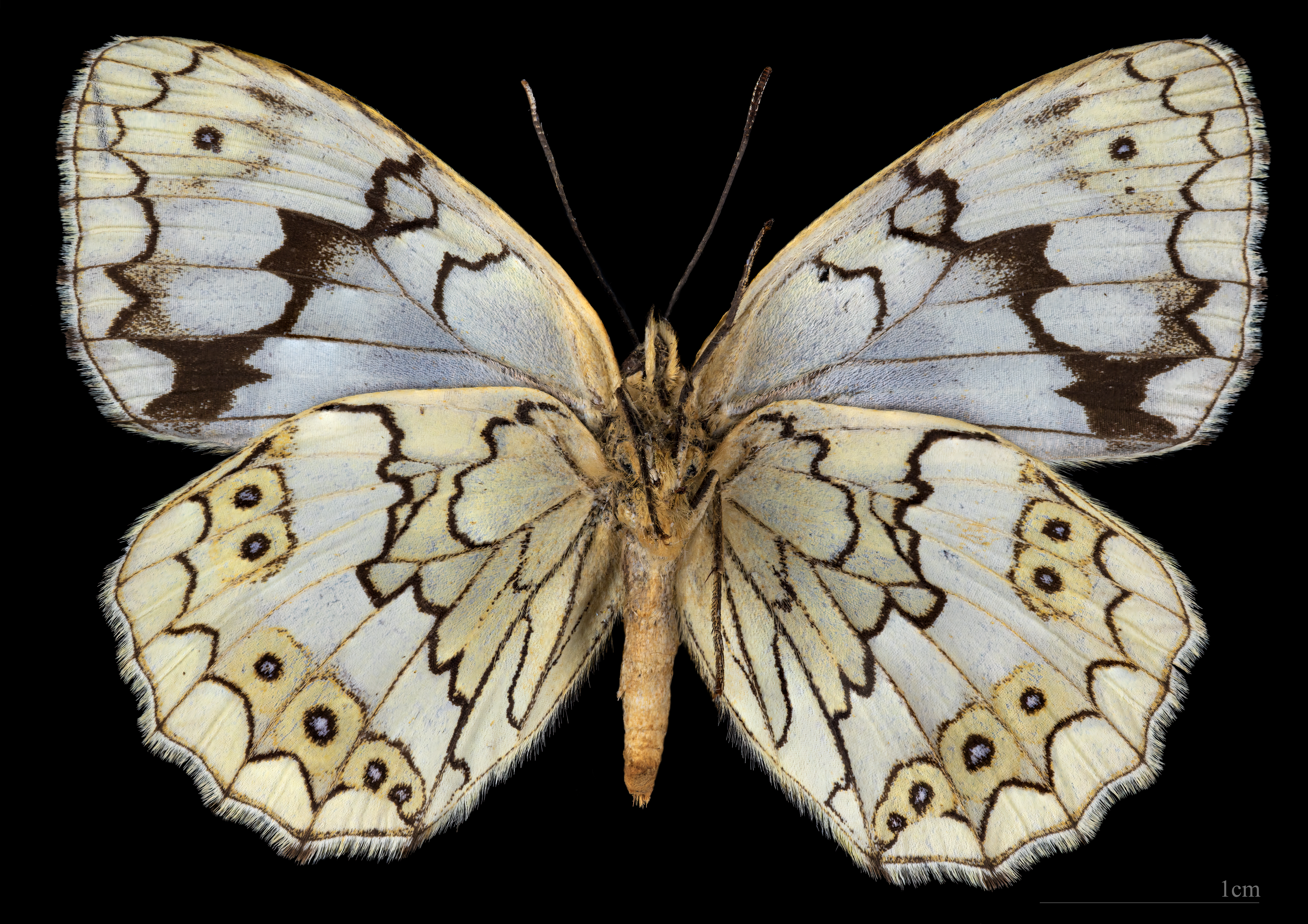
Melanargia larissa  ♀ △